# Ocell sastre muntanyenc
L'ocell sastre muntanyenc (Phyllergates cucullatus) és una espècie d'ocell de la família dels cètids (Cettiidae). Es troba a l'Índia, Bhutan, Nepal, Bangladesh, Xina, Laos, Myanmar, Cambodja, Indonèsia, Tailàndia i Vietnam. Els seus hàbitats principals són els boscos tropicals i subtropicals de frondoses humits de les terres baixes i de l'estatge montà, els matollars humids tropicals i subtropicals, els cursos d'aigua, les zones humides i les àrees forestals fortament degradades. El seu estat de conservació es considera de risc mínim.